# Blackbolbus matthewsi
Blackbolbus matthewsi är en skalbaggsart som beskrevs av Henry Fuller Howden 1985. Blackbolbus matthewsi ingår i släktet Blackbolbus och familjen Bolboceratidae. Inga underarter finns listade.